# علی الخیبری
علی الخیبری (انگلیسی: Ali Al-Khaibari؛ زادهٔ ۲۵ فوریهٔ ۱۹۹۰) یک ورزشکار اهل عربستان سعودی است.
از باشگاه‌هایی که در آن بازی کرده‌است می‌توان به باشگاه فوتبال نجران عربستان سعودی، باشگاه فوتبال النصر عربستان سعودی، و باشگاه ورزشی السیلیه اشاره کرد.